# Нижняя Буотанкага
Нижняя Буотанкага (также Нижняя Буотангкага) — река в Таймырском Долгано-Ненецком районе Красноярского края России, правый приток Пуры. Длина реки — 214 км, площадь водосборного бассейна — 4120 км².
Река вытекает из безымянного озера на Северо-Сибирской низменности в западной части Таймырского полуострова на высоте 76 м над уровнем моря. В верховьях делает широкую излучину к северу и далее течёт преимущественно на запад, умеренно меандрируя. Пересекает с востока на запад Пуринский заказник. В среднем течении русло расширяется до 230 м. В бассейне ландшафт представляет собой арктическую тундру, большое число некрупных озёр. Впадает в Пуру справа в 125 км от ее устья, ниже впадения Быстрой, на высоте менее 5 м над уровнем моря. В нижнем течении ширина русла составляет 80 м при глубине 0,8 м.

## Основные притоки
Указаны поименованные притоки длиной 30 км и более.
| Название            | Расстояние от устья | Длина | Положение |
| ------------------- | ------------------- | ----- | --------- |
| Джуянгода           | 8                   | 40    | левый     |
| Мунекаси (Удайтари) | 30                  | 40    | правый    |
| Бокана              | 68                  | 39    | правый    |
| Теродуска           | 90                  | 31    | левый     |
| Нюнюда              | 102                 | 37    | правый    |
| Ледяная             | 103                 | 52    | правый    |
| Сорулему            | 107                 | 63    | левый     |
| Худыта              | 119                 | 72    | правый    |

## Данные водного реестра
По данным государственного водного реестра России и геоинформационной системы водохозяйственного районирования территории РФ, подготовленной Федеральным агентством водных ресурсов:
- Бассейновый округ — Енисейский
- Речной бассейн — Пясина
- Речной подбассейн — нет
- Водохозяйственный участок — Пясина и другие реки бассейна Карского моря от восточной границы бассейна Енисейского залива до западной границы бассейна реки Каменная
- Код объекта в государственном водном реестре — 17020000112116100133695[5].